# Charles Friedel

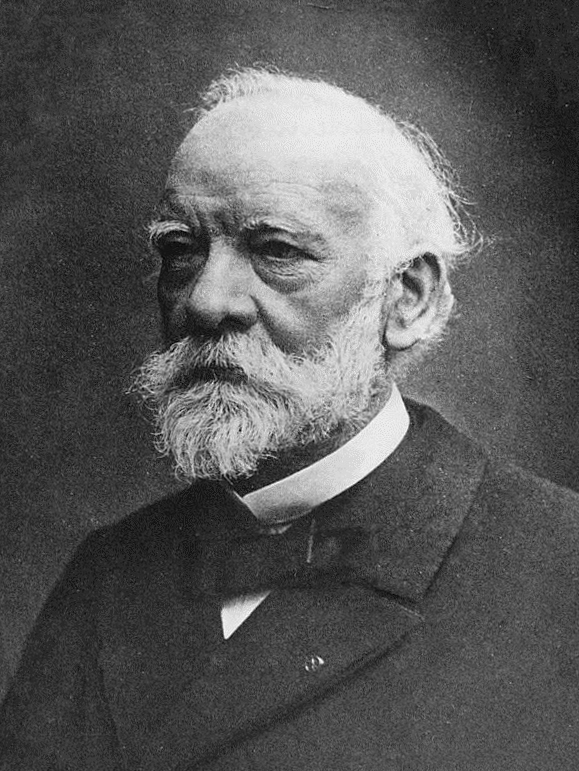
Charles Friedel

Charles Friedel, född 12 mars 1832 i Strasbourg, död 20 april 1899 i Montauban, var en fransk mineralog och kemist. Han var far till Georges Friedel.
Friedel blev 1876 professor i mineralogi och 1884 i organisk kemi vid universitetet i Paris (Faculté des sciences). Hans undersökningar rörde sig huvudsakligen om acetoner och aldehyder, aromatiska föreningar och olika minerals kemiska egenskaper. Tillsammans med James Crafts beskrev han 1877 Friedel-Crafts reaktion.
Han blev ledamot av Institut de France 1878 och av svenska Vetenskapsakademien 1894. Han tilldelades Davymedaljen 1880.